# Шангина
Ша́нгина — река в Республике Саха (Якутия), правый приток Индигирки.
Протекает по территории Среднеколымского и Абыйского улусов. Длина реки — 344 км. Площадь водосборного бассейна — 5750 км². Впадает в Индигирку в 420 км от её устья по правому берегу. Крупный приток — река Хатыстах.

## Данные водного реестра
По данным государственного водного реестра России и геоинформационной системы водохозяйственного районирования территории РФ, подготовленной Федеральным агентством водных ресурсов:
- Бассейновый округ — Ленский
- Речной бассейн — Индигирка
- Речной подбассейн — отсутствует
- Водохозяйственный участок — Индигирка от водомерного поста Белая Гора до устья